# Observatorio Naval (Buenos Aires)
El Observatorio Naval es una institución científica dependiente de la Armada Argentina, que tiene su sede en el barrio de La Boca, Buenos Aires. Su origen se encuentra en un decreto del presidente Julio Argentino Roca, cuando ordenó en 1881, un observatorio de marina, a la vez que nombraba al marino francés Francisco Beuf —comodoro de marina de Argentina, teniente de navío en Francia— como su primer director.
Su actual sede se encuentra en el 2099 de la Avenida España de la mencionada ciudad. Dicho edificio, inaugurado en 1947, es Monumento Histórico Nacional de la Argentina.

## Historia
En un primer momento, cuando fue creado en 1881 a través del decreto 13.013, el objetivo era determinar el tiempo astronómico para los buques del puerto de Buenos Aires, logrando así la hora exacta y trasmitiéndola al puerto a través de señales luminosas. Al año siguiente, participó de un evento internacional de observación del planeta Venus, inaugurando de esta manera sus actividades científicas. A un año de su funcionamiento, ya se encontraba en pleno funcionamiento para determinar la hora exacta, permitiendo que los buques arribados al país pudiesen ajustar la hora de sus cronógrafos. Antiguamente cada provincia, si disponía de un observatorio astronómico, determinaba la hora para su provincia, teniendo así el país distintos husos horarios. Para ese entonces, su primera sede se encontraba en el porteño barrio de Recoleta, aunque para 1889 se traslada su sede al Jardín Botánico de Palermo. Sus primeros péndulos fueron adquiridos por el primer director, Francisco Beuf, y fueron adquiridos a la relojería suiza Breguet.
Siendo necesario que existiese en todos los relojes de la Argentina una misma hora, es decir, un estándar tanto para organismos públicos como privados, el presidente Marcelo T. de Alvear le asignó al organismo la potestad de fijar la hora exacta en toda la Ciudad de Buenos Aires, para que luego fuese difundida de manera telegráfica a todo el territorio nacional a partir del 12 de noviembre de 1923. En 1927 comenzó a prestar un servicio telefónico, donde, al llamar a través de un número se prestaba la hora oficial.
La institución, por otra parte, se ocupa de editar publicaciones relativas a navegación, aeronavegación y geodesia, como también el Almanaque Náutico y Aeronáutico, de manera ininterrumpida desde 1937. En 1967, se incorporó un reloj atómico, el primero del país, que permitió a la Argentina adaptarse a los requerimientos del tiempo universal coordinado, cumpliendo con los estándares de la Oficina Internacional de Pesas y Medidas.
En 1947 ocupa un edificio sobre la Avenida España, en el barrio de La Boca, construido especialmente para albergar al observatorio. Este edificio, con reminiscencias neoclásicas y figuras astrológicas, fue declarado Monumento Histórico Nacional por un decreto presidencial del año 2001.
Con el advenimiento de la radiofonía y la televisión, la institución pasó a brindar a todas las señales de aire la hora oficial, para que la difundan por sus canales respectivos. La irrupción de Internet llevó a que, además, también brinde ese servicio con solo ingresar a su sitio web oficial. 